# Quillihuyo
Quillihuyo (auch: Quillihuy) ist eine Streusiedlung im Departamento La Paz im südamerikanischen Andenstaat Bolivien.

## Lage im Nahraum
Quillihuyo liegt in der Provinz Eliodoro Camacho und ist der größte Ort im Municipio Humanata, das als selbständiges Municipio zusammen mit dem Municipio Escoma im Jahr 2009 aus dem Municipio Puerto Acosta ausgegliedert worden ist. Die Ortschaft liegt in einer Höhe von 3963 m am linken, östlichen Ufer des Río Suches, der bei der Ortschaft Escoma in den Titicacasee mündet.

## Geographie
Quillihuyo liegt auf dem bolivianischen Altiplano zwischen den Anden-Gebirgsketten der Cordillera Occidental im Westen und der Cordillera Central im Osten. Das Klima der Region ist ein typisches Tageszeitenklima, bei dem die mittleren Temperaturunterschiede im Tagesverlauf stärker ausfallen als im Verlauf der Jahreszeiten.
Die mittlere Durchschnittstemperatur der Region liegt bei 8 °C,  die Monatsdurchschnittstemperaturen schwanken nur unwesentlich zwischen 5 °C im Juli und 10 °C im Dezember (siehe Klimadiagramm Puerto Acosta). Der Jahresniederschlag beträgt etwa 750 mm, die Monatsniederschläge liegen zwischen unter 10 mm in den Monaten Juni und Juli und über 100 mm von Dezember bis März.

## Verkehrsnetz
Quillihuyo liegt in einer Entfernung von 205 Straßenkilometern nordwestlich von La Paz, der Hauptstadt des gleichnamigen Departamentos.
Von La Paz führt die asphaltierte Nationalstraße Ruta 2 in nordwestlicher Richtung 70 Kilometer bis Huarina, von dort zweigt die Ruta 16 ab, die als asphaltierte Straße weiter in nordwestlicher Richtung in 97 Kilometern entlang des Titicacasees bis Escoma führt. Von dort führt die Ruta 16 als unbefestigte Piste weiter in nördlicher Richtung nach Villa Rosario de Wilacala. Hinter Escoma zweigt nach 34 Kilometern eine unbefestigte Landstraße nach Nordwesten ab, nach zwei Kilometern den Río Suches erreicht. Noch vor der Brücke biegt eine Straße nach Norden ab und erreicht flussaufwärts nach zwei weiteren Kilometern Quillihuyo mit der Bildungseinrichtung „Unidad Educativa German Busch de Quillihuyo“.

## Bevölkerung
Die Einwohnerzahl der Ortschaft ist in dem Jahrzehnt zwischen den beiden letzten Volkszählungen auf mehr als das Doppelte angestiegen:
| Jahr | Einwohner         | Quelle       |
| ---- | ----------------- | ------------ |
| 1992 | keine Detaildaten | Volkszählung |
| 2001 | 227               | Volkszählung |
| 2012 | 491               | Volkszählung |
| 2024 |                   | Volkszählung |

Die Region weist einen hohen Anteil an Aymara-Bevölkerung auf, im Municipio Puerto Acosta (Begrenzung von 2001, die heutigen Municipios Puerto Acosta, Escoma und Humanata umfassend) sprechen 99,1 Prozent der Bevölkerung Aymara.